# 波尔米
波尔米（法語：Paulmy，法語發音：[polmi]）是法国安德尔-卢瓦尔省的一个市镇，属于洛什区。

## 地理
波尔米（46°58'56"N, 0°50'22"E）面积25.97 平方千米，位于法国中央-卢瓦尔河谷大区安德尔-卢瓦尔省，该省份为法国中西部省份，北起萨尔特省、东北接卢瓦-谢尔省，东南接安德尔省，南至维埃纳省，西临曼恩-卢瓦尔省。
与波尔米接壤的市镇（或旧市镇、城区）包括：利格伊、拉塞勒格南、屈赛、费里耶尔拉尔松、大普雷西尼、讷伊勒布里尼翁。

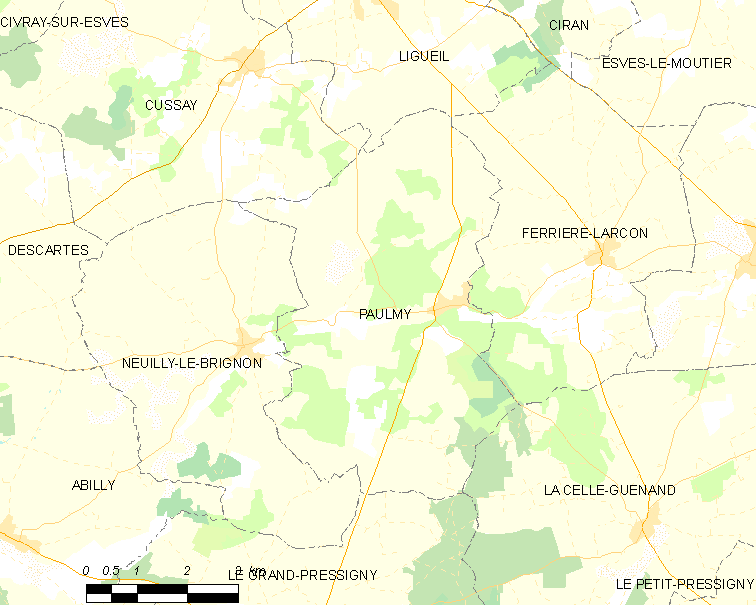
波尔米的OSM定位图

波尔米的时区为UTC+01:00、UTC+02:00（夏令时）。

## 行政
波尔米的邮政编码为37350，INSEE市镇编码为37181。

## 政治
波尔米所属的省级选区为笛卡尔县。

## 人口

1962-2008年间波尔米人口变化图示

波尔米于2022年1月1日时的人口数量为238人。